# Live in Dortmund
Live in Dortmund ist das zweite Video- und Livealbum der deutschen Rockband Böhse Onkelz. Es wurde am 21. August 1997 über das bandeigene Label Onkelz Productions als CD- und VHS-Version veröffentlicht. Am 28. März 2008 erschien das Album auch auf DVD.
Im Jahr 2017 erschien ein Nachfolgealbum mit dem Titel Live in Dortmund II.

## Inhalt
Das Album enthält den Mitschnitt des Abschlusskonzertes der Tour 1996, das am 23. November 1996 in der Dortmunder Westfalenhalle stattfand. Die Tour trug den Beinamen „Unter dem Auge des Gonz“. An der Rückwand der Bühne war dazu ein überdimensionales Auge angebracht. Insgesamt waren 15.514 Zuschauer beim Auftritt anwesend. Die Band spielte Lieder aus fast allen der bis zu diesem Zeitpunkt erschienenen Studioalben.

## Covergestaltung
Das Cover ist in schwarz-weiß gehalten und zeigt den Bassisten Stephan Weidner, im Scheinwerferlicht einen Bass spielend. Über dem Bild steht in weißer Schrift Böhse Onkelz und links neben dem Bild der Titel Live in Dortmund in blau.

## Titelliste

### CD E.I.N.S.
| #  | Titel                                  | Länge |
| -- | -------------------------------------- | ----- |
| 1  | Intro                                  | 3:05  |
| 2  | Hier sind die Onkelz                   | 4:55  |
| 3  | Lieber stehend sterben                 | 4:02  |
| 4  | Finde die Wahrheit                     | 4:41  |
| 5  | Danke für Nichts                       | 4:05  |
| 6  | Danket dem Herrn                       | 5:06  |
| 7  | Nichts ist für die Ewigkeit            | 7:23  |
| 8  | Kneipenterroristen                     | 3:03  |
| 9  | Lasst es uns tun                       | 3:18  |
| 10 | Nichts ist so hart wie das Leben       | 3:29  |
| 11 | Heilige Lieder                         | 4:11  |
| 12 | Wieder mal 'nen Tag verschenkt         | 4:20  |
| 13 | Gehasst, verdammt, vergöttert          | 3:04  |
| 14 | Wer nichts wagt, kann nichts verlieren | 3:47  |
| 15 | Nur die Besten sterben jung            | 3:56  |

### CD Z.W.E.I.
| #  | Titel                                       | Länge |
| -- | ------------------------------------------- | ----- |
| 1  | Ach, Sie suchen Streit                      | 3:41  |
| 2  | Ihr sollt den Tag nicht vor dem Abend loben | 3:30  |
| 3  | So sind wir                                 | 3:45  |
| 4  | Ich bin in dir                              | 4:02  |
| 5  | Könige für einen Tag                        | 3:06  |
| 6  | Nekrophil                                   | 4:32  |
| 7  | Scheißegal                                  | 2:29  |
| 8  | Dick und durstig                            | 2:18  |
| 9  | Oratorium/Wir ham’ noch lange nicht genug   | 4:39  |
| 10 | Auf gute Freunde                            | 4:56  |
| 11 | Mexico                                      | 2:54  |
| 12 | Erinnerungen                                | 5:38  |

## Rezeption
Götz Kühnemund vom Musikmagazin Rock Hard schrieb 1997 in Ausgabe Nr. 125 über Live in Dortmund:

„Am 23. November letzten Jahres spielten die ONKELZ in der Dortmunder Westfalenhalle vor beeindruckender Kulisse und schieben nun das dazugehörige Live-Doppelalbum nach. Vom Opener 'Hier sind die Onkelz' bis zum letzten Stück 'Erinnerung' (Gesamtspieldauer: gut zwei Stunden) herrscht eine Stimmung, die kaum noch zu toppen ist. Der einzige Vergleich, der mir einfällt, wäre ein Fußballspiel im ausverkauften Westfalenstadion – und das liegt, welch Zufall, gleich neben der Westfalenhalle. Die Highlights dieses repräsentativen Doppelalbums (das übrigens auch als Video erhältlich ist) sind so zahlreich wie die zwischen den Songs immer wieder angestimmten 'Onkelz, Onkelz'-Sprechchöre der Fans: 'Nichts ist für die Ewigkeit', 'Gehasst, verdammt, vergöttert', 'Heilige Lieder', 'Wir ham' noch lange nicht genug', 'Könige für einen Tag', 'Finde die Wahrheit', 'Nur die Besten sterben jung', 'Danke für nichts'... – die Liste ließe sich noch ein ganzes Stück verlängern. Viele Nummern klingen live besser und kraftvoller als ihre Studioversionen, und der Vergleich mit Rock'n'Roll-Legenden wie Rose Tattoo oder Motörhead ist absolut gerechtfertigt. Wenn jetzt noch gewisse Hohlköpfe mit Muskelzuckungen im rechten Arm begreifen würden, daß sie bei Konzerten wie diesem nicht erwünscht sind, wäre die ONKELZ-Welt in Ordnung!“

## Kommerzieller Erfolg

### Chartplatzierungen
Das Album stieg in der 37. Kalenderwoche des Jahres 1997 auf Platz fünf in die deutschen Albumcharts ein. Insgesamt hielt sich der Tonträger mit Unterbrechungen 32 Wochen in den Top 100. In den deutschen Jahrescharts 1997 belegte der Tonträger Rang 75.
| ChartsChartplatzierungen | Höchstplatzierung | Wochen |
| ------------------------ | ----------------- | ------ |
| Deutschland (GfK)        | 5 (32 Wo.)        | 32     |
| Österreich (Ö3)          | 9 (14 Wo.)        | 14     |
| Schweiz (IFPI)           | 39 (3 Wo.)        | 3      |

| ChartsJahrescharts (1997) | Platzierung |
| ------------------------- | ----------- |
| Deutschland (GfK)         | 75          |

### Auszeichnungen für Musikverkäufe
Live in Dortmund wurde 1998 mit einer Goldenen Schallplatte für mehr als 250.000 verkaufte Einheiten ausgezeichnet. Das Video zum Konzert erreichte im Jahr 2006 Platinstatus für mehr als 50.000 verkaufte Einheiten.
| Land/Region        | Auszeichnungen für Musikverkäufe (Land/Region, Auszeichnung, Verkäufe) | Verkäufe |
| ------------------ | ---------------------------------------------------------------------- | -------- |
| Deutschland (BVMI) | Gold                                                                   | 250.000  |
| Insgesamt          | 1× Gold ·                                                              | 250.000  |